# ناوچه کلاس ریگا
ناوچه کلاس ریگا (به انگلیسی: Riga-class frigate) یک کلاس از کشتی است که طول آن 91 m می‌باشد.